# Felicia hirta
Felicia hirta là một loài thực vật có hoa trong họ Cúc. Loài này được (Thunb.) Grau mô tả khoa học đầu tiên năm 1973.